# FK Anzji Machatjkala
FK Anzji Machatjkala (ryska: ФК "Анжи" Махачкала) är en professionell fotbollsklubb från Machatjkala, som är huvudstaden i Dagestan, Ryssland. Laget spelar i den ryska tredje divisionen. Här spelade bland annat den brasilianske försvararen Roberto Carlos. Mellan 2011 och 2013 spelade Samuel Eto'o i klubben.

## Spelartrupp
| Nr | Land      | Pos | Namn                  |
| -- | --------- | --- | --------------------- |
| 1  | Ryssland  | MV  | Aleksandr Krivoruchko |
| 2  | Ryssland  | F   | Aleksei Aravin        |
| 3  | Ryssland  | F   | Ali Gadzjibekov       |
| 4  | Ryssland  | F   | Dmitry Aydov          |
| 6  | Georgien  | MF  | Levan Gvazava         |
| 7  | Ryssland  | MF  | Kamil Agalarov        |
| 8  | Ryssland  | MF  | Grigori Chirkin       |
| 9  | Ryssland  | A   | Sjamil Asildarov      |
| 10 | Ryssland  | A   | Serder Serderov       |
| 13 | Ryssland  | F   | Rasim Tagirbekov      |
| 14 | Moldavien | MF  | Valeriu Ciupercă      |
| 15 | Ryssland  | F   | Georgi Zotov          |
| 17 | Ryssland  | MF  | Sharif Mukhammad      |

| Nr | Land            | Pos | Namn                                       |
| -- | --------------- | --- | ------------------------------------------ |
| 19 | Ryssland        | F   | Pyotr Ten (lån från CSKA Moskva)           |
| 20 | Niger           | MF  | Amadou Moutari                             |
| 21 | Ryssland        | MF  | Michail Komkov                             |
| 22 | Ryssland        | MV  | Michail Kerzjakov                          |
| 25 | Kirgizistan     | F   | Valerii Kichin                             |
| 33 | Ryssland        | MF  | Anvar Gazimagomedov                        |
| 37 | Brasilien       | F   | Ewerton                                    |
| 42 | Brasilien       | MF  | Leonardo                                   |
| 87 | Ryssland        | MF  | Ilya Maksimov                              |
| 88 | Ukraina         | MF  | Oleksandr Aliyev                           |
| 94 | Elfenbenskusten | A   | Yannick Boli                               |
| 95 | Ryssland        | A   | Magomed Mitrisjev (lån från Terek Groznyj) |
| 99 | Ryssland        | A   | Islamnur Abdulavov                         |

## FK Anzji i Europacupspel
| Säsong  | Tävling            | Runda |           | Klubb   | Resultat |
| ------- | ------------------ | ----- | --------- | ------- | -------- |
| 2001–02 | UEFA Europa League | 1R    | Skottland | Rangers | 0–1      |